# Se, dagen gryr och natten flyr
Se, dagen gryr och natten flyr alternativt Si, dagen gryr och natten flyr är en frikyrklig psalmsång med titeln Sommarmorgon i Hjärtesånger 1895. 
Texten är författad av Carl Lundgren och har av psamboksutgivaren Emil Gustafson kopplats till bibelcitatet "Morgonens portar uppfyller du med jubel ur Psaltaren 65." 
Sången har fyra 4-radiga verser utan refräng eller kör.

## Publicerad i
- Hjärtesånger 1895 som nr 207 under rubriken "Morgon- och aftonsånger"